# 烏特庫拉索山
11°41′21″S 75°12′38″W / 11.68917°S 75.21056°W
烏特庫拉索山（Utkhulasu），是秘魯的山峰，位於該國中部胡寧大區，由科查斯區和阿帕塔區負責管轄，屬於安地斯山脈的一部分，海拔高度5,000米。